# Indische griel
De Indische griel (Burhinus indicus) is een vogel uit de familie van grielen (Burhinidae).

## Verspreiding en leefgebied
Deze soort griel komt voor op het gehele Indisch subcontinent en verder tot in Indochina.